# Новофламандски алианс
Новофламандският алианс (на нидерландски: Nieuw-Vlaamse Alliantie, N-VA) е белгийска либералноконсервативна партия, промотираща гражданския национализъм. Oбявява се за мирното отделяне на Фландрия от Белгия като независима република. Лидер на партията е Барт Де Вевер.
Партията е основана през 2001 година, когато националистическият Народен съюз се разделя на лявоориентираната Спирит и дясноориентирания Новофламандски алианс, а друга част от привържениците му се включват в партията Фламандски либерали и демократи. Новофламандският алианс обикновено участва в предизборни коалиции с партията Християндемократически и фламандски. На изборите за федерален парламент на 13 юни 2010 година партията се явява самостоятелно и печели решителна победа във Фландрия, превръщайки се в най-голямата парламентарна група с 27 от 150-те места в Камарата на представителите и 9 от 40-те места в Сената.